# Bułka paryska

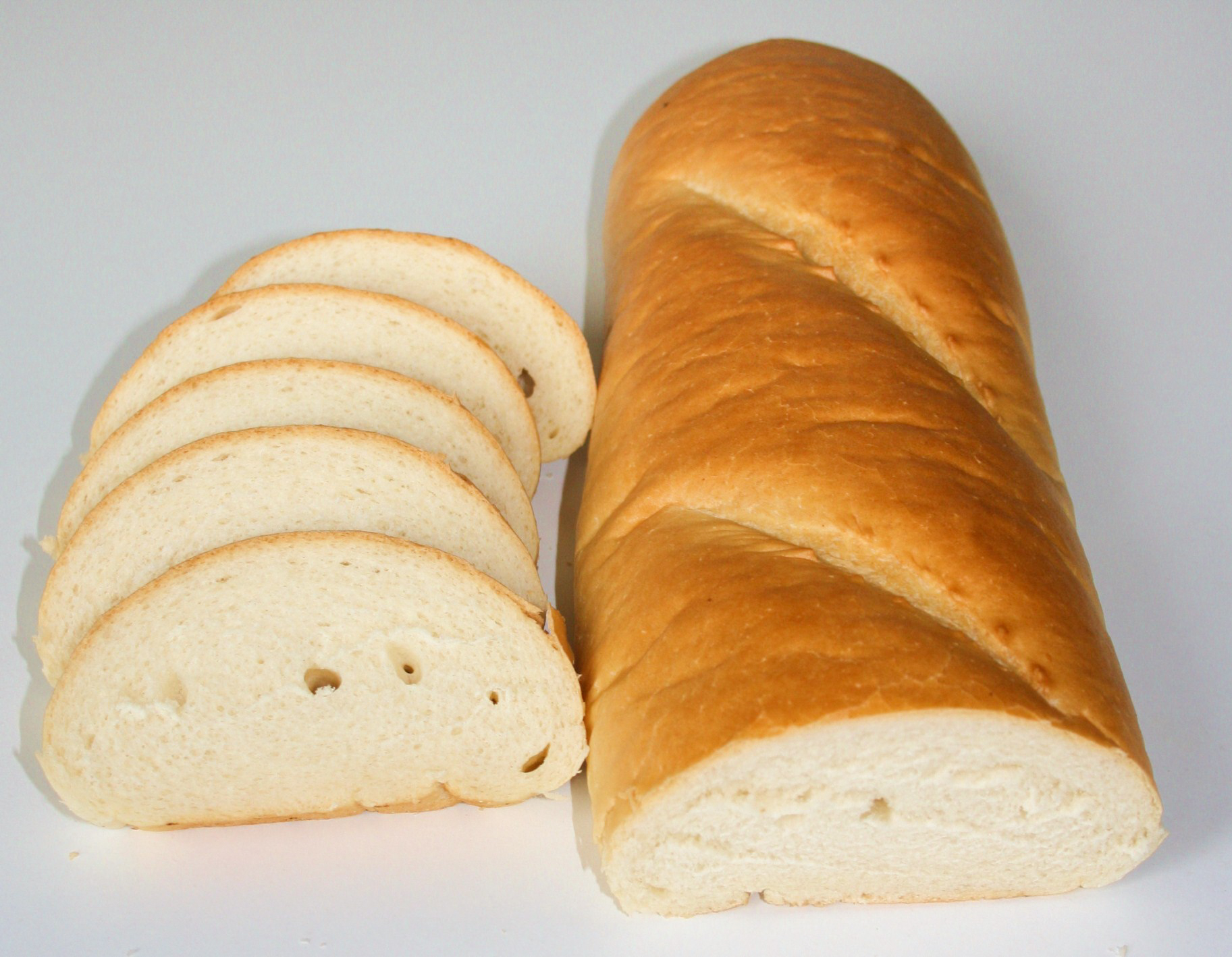
Bułka paryska

Bułka paryska (francuska) – rodzaj pieczywa, długa, bułka pszenna o długości około 30 cm, kształtem i wielkością zbliżona do bochenka chleba. W skład produktu tego typu wchodzą: mąka pszenna, mleko i woda, olej, drożdże piekarnicze, niewielkie ilości soli i cukru. Na skalę przemysłową zamiennikiem mleka bywa serwatka w proszku.
Ma podłużny kształt oraz wagę od 350 do 500 g. Bywa niekiedy utożsamiana z bagietką, która jest od niej cieńsza i dłuższa, a jej ciasto jest po wypieku o wiele bardziej mięsiste.
W różnych obszarach Polski ma swoje nazwy regionalne:
- „angielka” – w Łodzi[3][4][2],
- „baton” – m.in. w Białymstoku[4],
- „bina”,
- „bułka francuska” lub „francuz”,
- „bułka kielecka”,
- „bułka wrocławska” – na terenie województwa łódzkiego, mazowieckiego i świętokrzyskiego[2], wbrew nazwie jest to określenie zupełnie nieznane w okolicach Wrocławia[2],
- „bułka wyborowa”,
- „gryzka” – okolice Radomia[2],
- „kawiarka”,
- „kawiorek” – m.in. na Mazowszu[2] i Pomorzu[2], w Poznaniu[5],
- „kawiorka” – m.in. w Poznaniu[6],
- „lenga”, „linga” lub „lynga” – w dialekcie śląskim Górnego Śląska[2],
- „parówka” – okolice Lublina[2],
- „wek” lub „weka” – na obszarze byłego zaboru austriackiego[2] (m.in. w Krakowskiem) oraz na Górnym Śląsku (Gliwice, Zabrze, Bytom)[2].